# Sedullus
Sedullus was een stamhoofd van de Gallische stam van de Lemovices. Hij stierf in 52 v.Chr. tijdens het Beleg van Alesia.
Hij kwam aan het hoofd van 10.000 krijgers uit zijn stam de belegerden in Alesia te hulp. Het ontzettingsleger waar hij deel van uitmaakte, stond onder leiding van Vercassivellaunus, Commius, Viridomarus en Eporedorix.
Zijn dood wordt vermeld door Julius Caesar in zijn Commentarii de Bello Gallico: "Sedullus dux et princeps Lemovicum occiditur": ("Sedullus, de leider en eerste magistraat van de Lemovices werd gedood.")